# Schistogonia neglecta
Schistogonia neglecta är en insektsart som beskrevs av Nast 1949. Schistogonia neglecta ingår i släktet Schistogonia och familjen spottstritar. Inga underarter finns listade i Catalogue of Life.